# Earth Song
Earth Song è una canzone scritta, composta e interpretata dal cantante statunitense Michael Jackson, pubblicata il 7 novembre 1995 come terzo singolo dall'album HIStory: Past, Present and Future - Book I, dello stesso anno
Il singolo venne pubblicato in tutto il mondo, tranne che negli Stati Uniti, dove si preferì realizzare il singolo promozionale e radiofonico This Time Around. La canzone fu il più grande successo di Jackson nel Regno Unito dove raggiunse la numero 1 delle classifiche e divenne all'epoca il suo singolo più venduto di sempre nel Paese (oggi secondo solo a Billie Jean), questo grazie anche ad una storica performance live di Jackson ai Brit Awards 1996.
Raggiunse inoltre la numero 1 nella classifica europea. Nel 2018 la RIAA ha certificato il singolo disco d'oro per vendite superiori alle 500.000 unità nei soli Stati Uniti. Il suo videoclip venne candidato come Grammy Award al miglior videoclip ai Grammy Award 1997.
Earth Song è stata ripubblicata in tutte le principali raccolte dell'artista: Nel 2003 venne inclusa nelle raccolte Number Ones e The Essential: Michael Jackson; nel 2004 nel box set The Ultimate Collection; nel 2006 è stata ripubblicata in DualDisc come una parte del box set Visionary: The Video Singles; nel 2009 in This Is It; nel 2011 il brano è stato incorporato con la poesia Planet Earth (originariamente pubblicata nella colonna sonora di This Is It) e incluso come traccia nell'album di remix, Immortal.

## Descrizione
Intitolata originariamente What About Us, le cui 2 demo (una del 1988, l'altra nel 1991) sono reperibili on-line, la canzone fu scritta e composta dallo stesso Jackson, e prodotta da lui, David Foster e Bill Bottrell, tra la pubblicazione dell'album Bad (1987) e le sessioni di registrazione del successivo album Dangerous (1991), ma venne scartata dalla tracklist finale di quest'ultimo perché l'artista voleva lavorarci ancora sopra. Venne così ripresa da Jackson durante le sessioni di registrazione del successivo album, HIStory, e terminata e registrata per tale album. Si tratta di una ballad che incorpora elementi di gospel, di blues e di opera. Il cantante aveva già pubblicato in passato canzoni socialmente consapevoli, sia nei suoi album da solista che e in quelli coi Jacksons che come singoli benefici, come: Can You Feel It, pubblicata nell'album Triumph dei Jacksons nel 1980, Be Not Always, in Victory del 1984, We Are the World, scritta da Jackson e Lionel Richie nel 1985 per raccogliere fondi per le popolazioni affamate dell'Africa, Man in the Mirror, pubblicata sull'album Bad, e Heal the World, pubblicata sull'album Dangerous; tuttavia Earth Song è stata la prima che ha apertamente affrontato il problema dell'ambiente e il benessere degli animali. Jackson descrisse così la genesi e l'ispirazione per la canzone:

### Genesi dell'opera

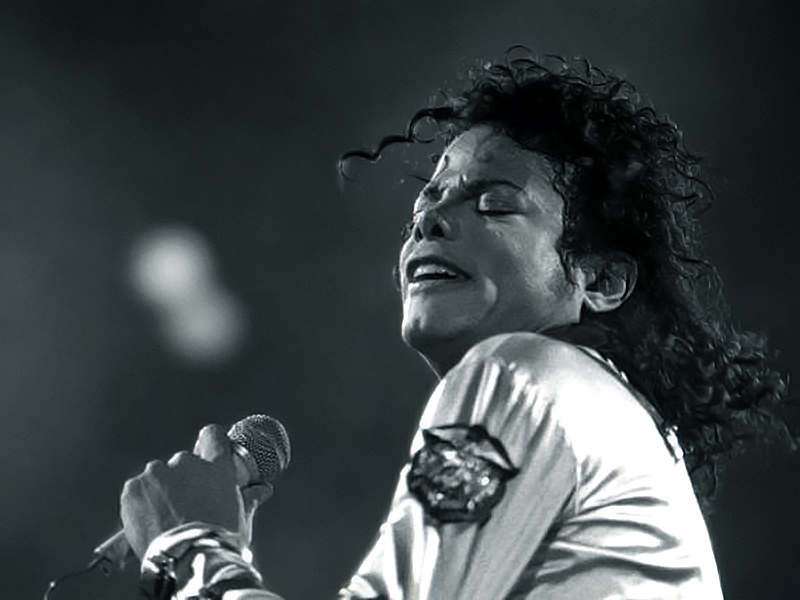
Michael Jackson il 2 giugno 1988 a Vienna, Austria, il giorno seguente all'inizio della composizione del brano Earth Song.

L'artista iniziò, pertanto, la composizione del brano durante la sua seconda notte all'Hotel Imperial di Vienna, il 1º giugno 1988, durante il passaggio in città del suo primo tour mondiale da solista, il Bad World Tour. Mentre era nella sontuosa suite imperiale dell'hotel e dalla finestra poteva scorgere tutta l'opulenza dei musei, le cattedrali e il teatro dell'Opera di Vienna, un luogo lontano anni luce dalle sue origini modeste nella casa di mattoni di Gary, Indiana, ma allo stesso tempo così carico di storia della musica essendo la città adottiva di uno dei suoi idoli, Wolfgang Amadeus Mozart, l'artista iniziò a concepire un brano che parlasse delle disuguaglianze sociali e dei problemi del mondo. I media in quegli anni erano pieni di notizie su una crescita di problemi ambientali e sociali di vario genere, come l'infinita guerra in Terra Santa, l'inquinamento atmosferico e la deforestazione in Amazzonia, al punto che la copertina della "Persona dell'anno" del Time nel 1988 venne dedicata alla "Terra in pericolo di estinzione" piuttosto che a un personaggio famoso. Jackson non si occupava di politica, ma era un uomo molto religioso ed era stato cresciuto da sua madre, Katherine Jackson, con gli insegnamenti dei Testimoni di Geova (religione che l'artista aveva abbandonato nel 1987) di predicazione e ad amare i propri simili e gli animali come Dio comandava. Jackson era solito visitare orfanotrofi e ospedali pediatrici in ogni città dove si recava, e, anche questo suo lavoro di filantropia fu da ispirazione per la prima stesura del brano. Jackson creò, dunque, quella notte stessa Earth Song, un brano che era allo stesso tempo un lamento e una supplica. Il coro fu ciò che scaturì prima nella sua mente ed era un lamento senza parole. Prese il suo mini registratore portatile, che portava sempre con sé, e iniziò a registrare una prima demo; gli accordi erano semplici, ma potenti: una triade di LA bemolle minore a DO diesis, poi la modulazione, triade di SI bemolle minore a MI bemolle. Dopodiché lavorò all'introduzione e ad alcuni dei versi.
Michael Jackson aveva concepito Earth Song come una sorta di "trilogia per la Terra" all'interno del suo album Dangerous, in cui sarebbe stata anticipata dal poema Planet Earth, recitato dallo stesso cantante (poi pubblicato solo in forma di scritto nel libretto dell'album e nel libro Dancing the Dream e, in formato audio, nella colonna sonora This Is It del 2009) che sarebbe stato poi seguito dalla canzone stessa e, infine, da un epilogo in forma di sinfonia, che rimase inedito. Alla fine il cantante decise di sostituire il suo inno ambientalista con Heal the World.

### Registrazione
Una volta scartato il brano dall'album Dangerous, quando le registrazioni di HIStory iniziarono presso gli studi The Hit Factory di New York, nel gennaio del 1994, Jackson era veramente entusiasta di tornare a lavorare su Earth Song; era abbastanza soddisfatto della demo, che aveva sviluppato con Bottrell durante le sessioni di Dangerous, e la lunghezza del brano, l'arrangiamento e la produzione erano rimaste in gran parte le stesse, ma vennero aggiunti alcuni elementi fondamentali, soprattutto al culmine della canzone. Jackson si rivolse al famoso “hitmaker”, David Foster, vincitore di 16 Grammy Award, per aiutarlo a completare l'opera. Il ruolo di Foster fu quello di aiutarlo a finalizzare i dettagli e aggiungere delle piccole rifiniture.
Foster portò nella squadra il talentuoso Bill Ross, che con l’orchestra conferì alla canzone un suono più pieno e più potente, soprattutto nella parte degli ottoni impetuosi. L'ingegnere del suono, Rob Hoffman dichiarò che «l’orchestra ha rafforzato l’effetto drammatico. Ha fatto di questa bellissima canzone una vera e propria epopea». Un'altra importante aggiunta fu l'impronta blues del chitarrista Michael Thompson. Prima di Thompson, Foster aveva offerto il ruolo ad Eric Clapton, ma, per diversi impegni precedenti, questa collaborazione saltò. Nella primavera del 1995, quando le registrazioni vennero trasferite nello studio Record One a Los Angeles, Jackson e il suo gruppo si concentrarono sulle rifiniture finali. L'ingegnere del suono Matt Forger ha stimato che furono usati un totale di circa 40 nastri multi-traccia, dichiarando: «La registrazione è passata attraversato vari formati. È iniziata su un nastro analogico di 24 tracce, per poi essere commutata in digitale. La complessità e la quantità di lavoro investito è semplicemente sbalorditivo». Jackson si affidò ancora una volta al suo storico ingegnere del suono e produttore, Bruce Swedien, per registrare di nuovo le sue parti vocali da solista, mentre per i cori tornò ad affidarsi all'Andraé Crouch Singers Choir, che avevano già lavorato con lui precedentemente ai cori delle canzoni Man in the Mirror, Heal the World, Will You Be There e Keep the Faith. Per catturare l’immediatezza e l’intensità che Jackson voleva, Swedien registrò con un microfono Neumann M 49 (invece del suo usuale SM7) e mise Jackson «il più vicino fisicamente possibile al microfono, eliminando così quasi tutti i primi riverberi del suono. Non ho usato nessuno schermo. Ho cercato di disporlo il più vicino davanti a questo incredibile vecchio microfono. Il risultato è stato sensibile, ma palpabile. Il vero scopo di registrare musica è preservare l’energia fisica della musica e il messaggio musicale in sé».
Nel corso dei giorni successivi, Jackson e un nutrito piccolo gruppo d’ingegneri, dormirono in studio pur di terminare il pezzo in tempo. Jackson registrò le linee finali e le parti più "urlate" del coro nell’ultima sessione, in modo da preservare la voce nelle prime sessioni; Rob Hoffman ha ricordato: «Ha cantato e miscelato musica [...] Una sera, mentre si preparava a cantare l’ultima parte vocale del suo canto (gli acuti liberatori finali di Earth Song), stavamo parlando di John Lennon. Gli ho raccontato la storia di quando Lennon registrò Twist and Shout pur avendo la voce rauca, e sebbene la maggior parte della gente credeva che gridasse per creare l’effetto, in realtà era la sua voce che stava cedendo. L’aneddoto gli è piaciuto molto, e poi è andato a cantare lasciando l’anima nella sua interpretazione».
Com’era sua abitudine, Jackson registrò le sue parti vocali con tutte le luci dello studio spente. Bruce Swedien e il suo team di assistenti non vedevano niente dalla sala di controllo, ma rimasero sbalorditi dall'interpretazione di Jackson, proveniente dall’oscurità, che il critico musicale Joseph Vogel descrisse così: «Era sorprendente. Era come se Jackson incanalasse con dolore e con una veemente e profetica voce, l’energia attraverso i polmoni della Terra, esprimendo tutta la sofferenza del mondo. I presenti al momento della registrazione hanno ammesso che i loro capelli si drizzarono».

## Promozione

### Esibizioni dal vivo
Earth Song fu eseguita dal vivo dall'artista per la prima volta a Berlino il 4 novembre del 1995 in una esibizione esclusiva per il programma TV tedesco Wetten, dass..?, trasmesso dalla ZDF, che, all'epoca, era il programma più seguito della Germania. Con i capelli corti e lisci e con una camicia bianca, l'artista interpretò la canzone improvvisando dei passi e, sul finale, salendo in cima ad una gru idraulica a piattaforma aerea, come quelle che aveva utilizzato in passato durante le esibizioni live della canzone Beat It durante i suoi precedenti tour, mentre un gruppo gospel, composto da adulti e bambini, lo accompagnava nei cori finali. Questa esibizione portò il singolo al numero 1 delle classifiche tedesche e fece raggiungere al programma gli oltre 18 milioni di telespettatori, tra i suoi ascolti più alti di sempre.
In seguito si è esibito nella canzone il 19 febbraio del 1996 a Londra ai Brit Awards 1996, con un'esibizione più elaborata rispetto alla precedente; l'artista apparve vestito con un abito nero e rosso, come nel videoclip della canzone, in cima ad una passerella con uno schermo gigante alle sue spalle, che mostrava immagini di animali maltrattati, bambini denutriti e scene di incendi di foreste, disboscamento ed inquinamento, mentre alla fine venne raggiunto sul palco da un gruppo di bambini e adulti di tutte le razze che, dopo la fine della canzone, lasciavano il palco abbracciando e ringraziando l'artista che stava fermo sul palco con le braccia spalancate, mentre si era cambiato in un abito completamente bianco. A causa di questo finale, definito da alcuni media "messianico", l'esibizione ai Brit Awards creò anche alcune controversie a causa del fatto che il musicista dei Pulp, Jarvis Cocker, fosse salito sul palco ubriaco sul finale dell'esibizione di Jackson per protestare per il fatto che, secondo lui, Jackson si ergeva a "nuovo Gesù Cristo". Jackson, in una dichiarazione ufficiale rilasciata alla fine dello spettacolo, si disse «schifato e arrabbiato» per il gesto di Cocker.

In seguito Jackson si è esibito nella canzone anche ai World Music Awards 1996, nel Principato di Monaco, l'8 maggio dello stesso anno, alla presenza della famiglia reale monegasca. L'esibizione fu più contenuta rispetto alla precedente, e più simile a quella della TV tedesca, le cui uniche differenze furono l'entrata e l'uscita sul palco dell'artista, che avveniva tramite un enorme globo terrestre che si apriva in due parti, e il finale improvvisato e cantato a cappella dal cantante, che aggiunse dei versi inediti alla canzone. Il 6 luglio dello stesso anno, Jackson ha interpretato la canzone anche al Royal Concert del Brunei, dove venne invitato ad esibirsi in un concerto speciale (del tutto simile al Dangerous World Tour) per le celebrazioni del 50º compleanno del sultano, dove la eseguì come ultima canzone del concerto e dove nuovamente improvvisò a cappella alcuni versi sul finale del pezzo.

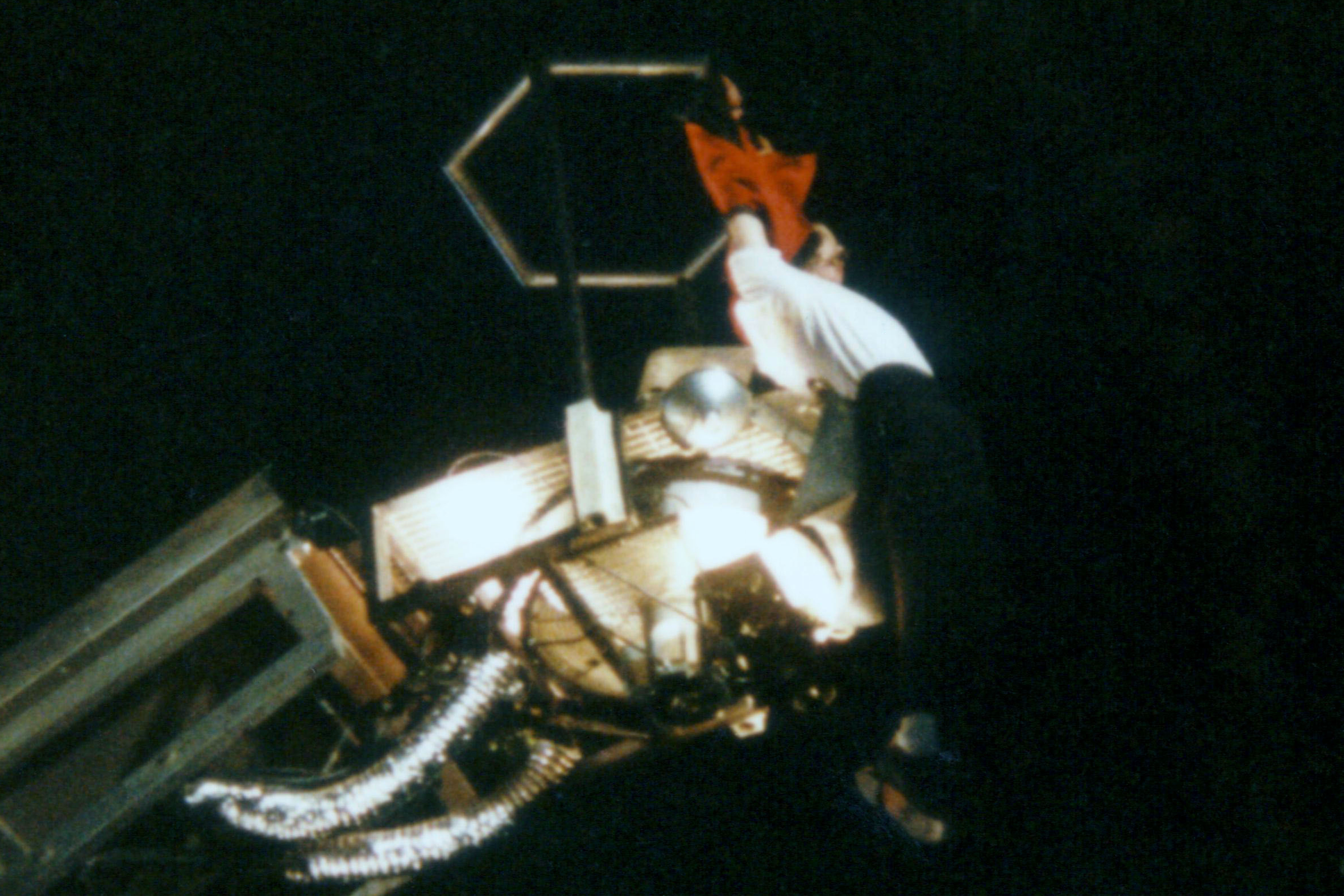
Michael Jackson passa sopra al pubblico, tenendosi solo dalle mani, in cima ad una gru "sherry picker" durante l'esibizione di Earth Song in una tappa dell'HIStory World Tour.

La canzone è stata in seguito eseguita da Jackson durante il suo HIStory World Tour 1996-1997, dove sul palco veniva raggiunto da un carro armato che Jackson fermava piazzandosi davanti come il rivoltoso sconosciuto della protesta di Piazza Tienanmen in una scenografia che simulava una città in guerra. 
Ai due concerti benefici del Michael Jackson & Friends del giugno 1999, la canzone venne eseguita dal cantante esibendosi da sopra un ponte che veniva simbolicamente "bombardato" e che crollava; ad uno dei due concerti, quello di Monaco di Baviera, Jackson rimase contuso alla fine dell'esibizione a causa di un guasto dell'effetto speciale del ponte, che precipitò velocemente verso terra col cantante ancora sopra. Il finale col carro armato era invece del tutto uguale a quello dell'HIStory World Tour.
Jackson ha provato la canzone anche nella primavera del 2009 per il suo previsto residency show, This Is It, che si sarebbe dovuto tenere a Londra, ma che alla fine non ebbe luogo a causa della sua improvvisa scomparsa. In questa versione, il palco sarebbe stato sormontato da un gigantesco schermo LCD con delle immagini proiettate in 3D che avrebbero mostrato l'uccisione di animali innocenti, l'inquinamento e una foresta in fiamme dove una bambina veniva inseguita da un bulldozzer, prima che lo stesso bulldozer visto in video facesse irruzione sul palco, così come nelle precedenti esibizioni faceva il carrarmato. Fu l'ultima canzone provata da Michael Jackson prima della sua morte, allo Staples Center di Los Angeles durante le sessioni di prove del 24 giugno 2009.
Ai Grammy Awards 2010 la canzone venne eseguita come tributo a Jackson da Smokey Robinson, Céline Dion, Jennifer Hudson, Carrie Underwood e Usher, accompagnati da un video in 3D che Jackson aveva preparato per i concerti mai eseguiti del This Is It.

## Videoclip
Il videoclip del brano venne diretto dal fotografo e regista inglese Nick Brandt e fu composto da scene girate appositamente per la canzone inframezzate da un montaggio di immagini di repertorio molto dirette che mostrano deforestazione, brutali uccisioni di animali a fini economici, esplicite immagini di estrema povertà in Africa, ciminiere di industrie inquinanti e altri danni sociali e ambientali. Le immagini ex novo sono state girate nel marzo del 1995 in quattro regioni geografiche popolate da etnie diverse sofferenti o per la distruzione di flora e fauna, o per le guerre in atto nel novecento, come in ex-Jugoslavia; in un quinto ambiente desolato e in fiamme si aggira il cantante, con una camicia nera, una maglia rossa e dei pantaloni neri. Tali scene vennero girate a Warwick nello Stato di New York. Con il crescendo musicale del brano, pian, piano i cinque ambienti vengono investiti da un forte vento rinnovatore e salvifico accompagnato dal grido di dolore e liberazione di Jackson; il vento circonda l'intero pianeta Terra e porta a una ideale "rinascita" di bioclimi e vittime della guerra, lasciando così un segno di speranza nei confronti della civiltà nel mondo.

### Pubblicazione
Il video venne pubblicato per la prima volta nella seconda raccolta di video dell'album HIStory intitolata HIStory on Film, Volume II del 1997 (in VHS e DVD) dove apparve in una versione diversa da quella televisiva, che comprendeva l'aggiunta di vari nuovi suoni e un audio Dolby Digital 5.1 (quest'ultimo solo nella versione DVD); nel 2003 venne pubblicato per la prima volta nella sua versione televisiva (senza i suoni aggiunti) sulla raccolta video Number Ones (VHS e DVD) e, in seguito, in Visionary: The Video Singles del 2006 (in DualDisc) e in versione rimasterizzata nel box set Michael Jackson's Vision del 2010 (solo in DVD).

### Riconoscimenti
Il video ha ricevuto un Doris Day Music Award ai Genesis Awards del 1996, conferito a Jackson per la sensibilità musicale mostrata verso gli animali, ed ottenne anche una nomination ai Grammy Awards 1997 come Best Music Video, Short Form.

## Accoglienza
Earth Song ha ricevuto recensioni generalmente favorevoli dai critici musicali e dalle riviste specializzate, ricevendo negli anni anche diversi riconoscimenti dalle organizzazioni ambientali di tutto il mondo. Rolling Stone la descrisse così: «La lenta opera blues Earth Song, per tutti i suoi nobili sentimenti, suona principalmente come un pezzo forte».
Il critico ed esperto musicale Joseph Vogel definì la canzone la magnum opus di Michael Jackson, descrivendola con queste parole: «Ha sovvertito le aspettative per gli inni tradizionali. Al posto del nazionalismo, immaginava un mondo senza confini o gerarchie. Al posto del dogma o dell'umanesimo antropocentrico, aspirava a una visione più ampia di armonia ecologica e sostenibilità. Al posto della semplicistica propaganda per una causa, era una genuina espressione artistica».

## Tracce
Singolo 7" Regno Unito CD1
Testi e musiche di Michael Jackson (tranne dove indicato).
1. Earth Song (Radio Edit) – 4:58
2. Earth Song (Hani's Club Experience) – 7:55
3. Michael Jackson DMC Megamix (medley di Bad, Billie Jean, Black or White, Don't Stop 'til You Get Enough, Remember the Time, Rock with You, Scream, Thriller e Wanna Be Startin' Somethin') – 11:18 (Michael Jackson, Riley, Bell, Janet Jackson, Jam & Lewis, Rod Temperton)

Singolo 7" Regno Unito CD2
Testi e musiche di Michael Jackson.
1. Earth Song (Radio Edit) – 4:58
2. Earth Song (Hani's Radio Experience) – 3:33
3. Wanna Be Startin' Somethin' (Brothers in Rhythm House Mix) – 7:40
4. Wanna Be Startin' Somethin' (Tommy D's Main Mix) – 7:35

The Visionary Single (2006)
Testi e musiche di Michael Jackson.
1. Earth Song (Radio Edit) – 4:58
2. Earth Song (Hani's Extended Radio Experience) – 4:34
3. Earth Song (Video)

## Successo commerciale
Il singolo fu un grande successo anche di vendite raggiungendo la top-five nelle classifiche di molti paesi europei, specialmente nel Regno Unito, dove rimase per ben sei settimane consecutive alla prima posizione della Official Singles Chart, con una vendita complessiva di oltre 1 270 000 copie (al 2018), diventando così il singolo di Jackson con il secondo maggior successo di sempre nel Regno Unito, dopo Billie Jean, e in Germania, dove rimase invece alla numero uno per cinque settimane consecutive.
Il 2 febbraio 2023, Earth Song ha superato le 100 milioni di riproduzioni in streaming su Spotify, diventando il 25° singolo di Jackson a raggiungere questo traguardo.

## Classifiche

### Classifiche settimanali
| Classifica (1995/96)     | Posizione massima |
| ------------------------ | ----------------- |
| Australia                | 15                |
| Austria                  | 2                 |
| Belgio (Fiandre)         | 4                 |
| Belgio (Vallonia)        | 2                 |
| Canada                   | 40                |
| Danimarca                | 4                 |
| Europa                   | 1                 |
| Finlandia                | 8                 |
| Francia                  | 2                 |
| Germania                 | 1                 |
| Irlanda                  | 2                 |
| Italia                   | 6                 |
| Norvegia                 | 4                 |
| Nuova Zelanda            | 4                 |
| Paesi Bassi              | 3                 |
| Regno Unito              | 1                 |
| Spagna                   | 8                 |
| Stati Uniti (dance club) | 32                |
| Svezia                   | 4                 |
| Svizzera                 | 1                 |
| Classifica (2006)        | Posizione massima |
| Irlanda                  | 25                |
| Paesi Bassi              | 46                |
| Regno Unito              | 34                |
| Spagna                   | 1                 |
| Classifica (2009)        | Posizione massima |
| Austria                  | 13                |
| Danimarca                | 32                |
| Germania                 | 12                |
| Italia                   | 48                |
| Paesi Bassi              | 13                |
| Regno Unito              | 33                |
| Stati Uniti (digital)    | 71                |
| Svezia                   | 44                |
| Svizzera                 | 4                 |

### Classifiche di fine anno
| Classifica (1995) | Posizione |
| ----------------- | --------- |
| Belgio (Vallonia) | 47        |
| Francia           | 55        |
| Germania          | 48        |
| Paesi Bassi       | 66        |
| Regno Unito       | 6         |
| Svezia            | 63        |
| Classifica (1996) | Posizione |
| Austria           | 10        |
| Belgio (Fiandre)  | 88        |
| Belgio (Vallonia) | 50        |
| Francia           | 72        |
| Germania          | 13        |
| Italia            | 39        |
| Paesi Bassi       | 48        |
| Svezia            | 63        |
| Svizzera          | 19        |